# Agni-III
Agni-III – indyjski dwustopniowy pocisk balistyczny pośredniego zasięgu (IRBM) na paliwo stałe . Wprowadzony do służby w 2011 roku jako następca rakiety Agni-II. Zasięg pocisku to od 3 000 kilometrów do 3 500 kilometrów , w wyniku czego może trafiać cele w Pakistanie i Chinach z dokładnością do 40 metrów CEP . Pocisk jest uzbrojony w głowice konwencjonalną, termobaryczną albo jądrową . Koszt produkcji pocisku to około 3 milionów dolarów.